# Santa Teresa (ort i Honduras)
Santa Teresa är en ort i Honduras.   Den ligger i departementet Departamento de Ocotepeque, i den västra delen av landet, 200 km väster om huvudstaden Tegucigalpa. Santa Teresa ligger 1 184 meter över havet och antalet invånare är 914.
Terrängen runt Santa Teresa är huvudsakligen kuperad, men åt nordväst är den bergig. Runt Santa Teresa är det ganska tätbefolkat, med 80 invånare per kvadratkilometer. Närmaste större samhälle är San Marcos, 5,7 km öster om Santa Teresa. Omgivningarna runt Santa Teresa är en mosaik av jordbruksmark och naturlig växtlighet.